# Doll Elements
Doll Elements (ドールエレメンツ), stylisé en Doll☆Elements et parfois abrégé en "Dol Ele" (どるえれ), est un groupe d’idoles japonaises formé en 2011 par la compagnie de production Arc Jewel, l'origine composé de cinq membres.
Doll Elements dérive du groupe similaire de la même compagnie, Lovely Doll, dont son nom est aussi inspiré.
Certains membres ont aussi des activités en solo. Rika Tonosaki est une gravure idol. Runa Kojima est mannequin pour le magazine de mode Tokyo Cawaii Beauty.

## Histoire
Le groupe se forme en 2011, et donne quelques concerts partagés avec son groupe-sœur Lovely Doll en 2012. Il commence par sortir deux singles indies publiés directement par Arc Jewel : Miracle Elements (stylisé en "Miracle☆Elements") en septembre 2012, puis Gyutto Star!! en mars 2013, qui atteint la 15e place du classement hebdomadaire des ventes de singles physiques des charts japonais Oricon. À la suite de ce bon résultat, il est décidé de faire sortir les prochains disques du groupe sur un label "major", et de lancer une audition pendant l'été pour recruter de nouveaux membres,.
Pour l'instant toujours en quatuor, le groupe fait ses débuts en "major" avec le label Dreamusic, sortant en juillet 2013 un troisième single, Kimi no Heart ni Toki Hanatsu!, disponible en cinq éditions différentes,,,. Sa chanson-titre est choisie comme nouveau générique de l'émission télévisée Rank Okoku de la chaine TBS. Le single atteint la 10e place du classement hebdomadaire de l'Oricon,. À la suite de cet excellent résultat, le groupe présente en août sa propre émission télévisée Doll✩Elements no Merumaga Kaiin Ichiman Nin Dekiru Kana? sur une petite chaine. Un quatrième single est annoncé pour octobre suivant, Kimi no Koto Mamoritai.
Un nouveau membre Yukino Komori rejoint les Doll☆Elements en novembre 2013 pour remplacer un membre du groupe, Aoi Ayamori qui a alors annoncé sa graduation des Doll☆Elements le 17 décembre 2013. Elle a expliqué avoir décidé de quitter le groupe pour retrouver la vie d’une fille normale.
Un concert de graduation intitulé Ayamori Aoi Kanshasai ~ « Sayonara » kara no « Arigatou »~ (綾森あおい感謝祭~「さよなら」からの「ありがとう」~) se déroulera à cette date au Shibuya WWW à Tokyo.
Cette annonce surprise a été faite lors du live des Doll☆Elements qui a eu lieu le 31 août au UDX Theater.
Le 17 décembre, Ayamori a bien été graduée, et le groupe continue ses activités avec d'autres membres.
En janvier 2014, leur émission Doll☆Elements no Radio Bangumi, Ryakushite « Doll Radio » (Doll☆Elementsのラジオ番組、略して『どるラジ』) a débuté sur Tokyo FM.
Haruka Koizumi rejoint le groupe le même mois. Elle est un ancien membre des YGA. Le groupe annonce peu après en mars un troisième single major en tant que quintet, Kimi no Tonari de Odoritai!, qui sort en avril 2014.
Haruka anime la rubrique Ima Doki (イマドキ) dans l’émission de divertissement MEZAMASHI TV (めざましテレビ) sur Fuji TV depuis avril 2014. En tant que « Ima Doki Girl » (イマドキガール), elle présente les dernières tendances en matière de nourriture et de mode.
Le premier album studio Watashitachi Itsudemo Kimi no Mikata Da yo Doll Elements Desu! est mis en vente en  octobre 2014.
Le groupe d'idoles s'est produit en concert avec les Neo from Idoling!!! en décembre 2014.
La tournée "Doll✩Elements First Japan Tour" s’est déroulée de février à avril 2015.
Les membres ont participé au J Series Festival à  Jakarta, en Indonésie, en juin 2015.
Elles animent l'émission de divertissement Doll Ele no Kimi ni ◯◯ Yarasetai (どる☆えれの君に◯◯やらせたい！) sur Kawaiian TV depuis juillet 2015.
Leur 2nd album Doll Magic a été mis en vente en décembre 2015.

## Membres
Membres actuels
| Prénom et Nom              | Date de naissance | Remarques           |
| -------------------------- | ----------------- | ------------------- |
| Natsumi Gonda (権田夏海)   | 13 juin 1991      | Leader du groupe    |
| Rika Tonosaki (外崎梨香)   | 22 avril 1992     |                     |
| Runa Kojima (小島瑠那)     | 31 octobre 1994   |                     |
| Haruka Koizumi (小泉遥)    | ???               | Membres additionnel |
| Yukino Komori (小森ゆきの) | ???               | Membre additionnel  |

Anciens membres
| Prénom et Nom               | Date de naissance | Remarques                   |
| --------------------------- | ----------------- | --------------------------- |
| Anna Tamechika (為近あんな) |                   | Abandonne en juillet 2012   |
| Aoi Ayamori (綾森あおい)    | 13 août 1993      | Graduée le 17 décembre 2013 |

## Discographie

### Albums
Albums studio
Compilation

### Singles
Singles indies
Singles major